# NRK Sogn og Fjordane
NRK Sogn og Fjordane — норвежский региональный телевизионный канал Норвежской вещательной корпорации, вещающий на территории норвежской губернии Согн-ог-Фьюране. Центр вещания — город Фёрде. Существуют отделения в городах Согндал и Молёй. Руководителем является Кай Аге Педерсен.
На телеканале работают порядка 40 сотрудников: аудиторию радиослушателей составляют около половины жителей губернии. Ежедневно выделяются по 5 часов радиовещания и 25 минут новостей по телевидению.